# Dryadorchis minor
Dryadorchis minor är en orkidéart som beskrevs av Rudolf Schlechter. Dryadorchis minor ingår i släktet Dryadorchis och familjen orkidéer.
Artens utbredningsområde är Papua Nya Guinea. Inga underarter finns listade i Catalogue of Life.